# بنك منديري
بنك منديري (بالإنجليزية: Bank Mandiri)‏ هو أكبر بنك في إندونيسيا من حيث الأصول والقروض والودائع. حيث بلغ إجمالي الأصول إلى 1.58 كوادريليون روبية إندونيسية (حوالي 110.56 مليار دولار أمريكي) في مارس 2021، يقع مقره في العاصمة الإندونيسية جاكرتا.